# Federación Regional Centro
La Federación Regional del Centro fue una federación futbolística fundada en 1913 encargada de regir el panorama futbolístico en la región del centro hasta el año 1932, fecha en la que es relevada por la Federación Castellana de Fútbol (FCF). Fue la primera organización oficial en la zona centro o Madrid, siendo sucesora de la anterior Asociación Madrileña de Clubs de Foot-Ball (AMCF) en el que fue un primer intento de crear una sociedad reguladora del fútbol en Madrid.

## Historia

### Asociación Madrileña
Los antecedentes de la Federación Regional Centro se remontan a 1902. En este sentido, como se afirma en documentación de la Real Federación Española de Fútbol, nació la Asociación Madrileña de Clubs de Foot-Ball —y conocida popularmente como Federación Madrileña— a manos de Carlos Padrós, quien ocupaba a su vez la presidencia del Madrid Football Club. Esta fue establecida el 5 de diciembre entre los clubes que conformaban entonces el panorama regional, a saber: Madrid F. C., Español Football Club, New Football Club, Sport Football Club, Moncloa Football Club, Retiro Football Club y Moderno Football Club.
Acordada su primera junta directiva, establecieron las bases para organizar un primer torneo bajo su tutela, denominado «Concurso de Bandas», así como los correspondientes estatutos de la asociación:
Debido a las grandes desavenencias y por la escasa seriedad de sus coetáneos —de los que Ceferino Rodríguez Avecilla era el máximo exponente y que, al dimitir Padrós, ocupó la presidencia para traer un caos dirigente y organizativo al fútbol madrileño—, hubo de abandonar el cargo disgustado por los acontecimientos y centrarse en el club madrileño.
De la mano de Avecilla, el principal culpable de que el Campeonato de España de 1904 fuera a parar a las vitrinas del Athlétic Club sin necesidad de jugar, y no sin una larga discusión al respecto entre los clubes. Al final de muchas vicisitudes, durante las que la Federación Madrileña aparecía y desaparecía constantemente, se llegó a la deseada y solvente estabilidad y con ella al nacimiento de la Federación Regional en 1913.

### Fundación y primeros años
El carácter no oficial de la agrupación predecesora hizo necesaria una organización encargada de velar por el fútbol en la capital. Como se ha referido, hasta entonces eran los clubes y personalidades de Madrid —y en especial el Madrid Foot-Ball Club y Carlos Padrós— los que impulsaban su crecimiento y organizaban las diversas competiciones futbolísticas de la región. Nace así la Federación Regional del Centro, formándose en el mes de octubre de 1913 tras la asamblea que mantuvieron los representantes de los clubes madrileños. Esta fue el acta de constitución:

“De la sesión celebrada por la Asamblea Delegada para la constitución de la Federación Regional del Centro en 20 de octubre de 1913. Bajo la presidencia de don Adolfo Meléndez, se reunieron en el domicilio de la Sociedad Gimnástica Española (Marqués de Leganés, 5) las siguientes personas: Carlos Dieste, por el Madrid F. C., Julián Ruete, por el Athlétic Club; José Castedo, por la Sociedad Gimnástica Española; Leopoldo Castedo, por el Escorial F. C. (con delegación del señor Kindelán, y Guillermo Larrañaga, por el Cardenal Cisneros F. C.); Ricardo Romero, por el Unión F. C., y José López por el Regional F. C.

Leído el proyecto de Reglamento presentado por la ponencia nombrada se aprobó, acordándose, a propuesta del representante de la Sociedad Gimnástica Española, señor Castedo, nombrar la Junta que a continuación se detalla:

  Presidente: Adolfo Meléndez
Vicepresidente: Julián Valls
Secretario: Gerardo Soto
Contador: Carlos Dieste
Tesorero: Alberto Vivanco
Vocal: Ricardo Romero.”
Federación Regional Centro. 13 de octubre de 1913. Madrid

Tras aprobar por aclamación la Asamblea la candidatura propuesta y acordando dar por terminadas sus sesiones, en el momento de la instauración contó con equipos de las provincias de Ávila, Ciudad Real, Cuenca, Guadalajara, Madrid, Segovia y Toledo, es decir Castilla la Nueva y parte de Castilla la Vieja. Un mes después de la fundación oficial de la Federación del Centro, el 9 de noviembre de 1913, se disputó el Campeonato Regional del Centro, sucediendo al Campeonato de Madrid.
[...]
La organización perduró hasta 1932, año en la que fue reestructurada y renombrada como Federación Castellana de Fútbol, que contó con los equipos de las provincias mencionadas, a las que se unieron clubes de las provincias de León, Salamanca y Zamora —Región de León—, y Soria y Valladolid de Castilla la Vieja, procedentes todos de la Federación Regional Castellano Leonesa de Clubes de Foot-Ball. Los equipos de Burgos y Palencia, que no se habían incorporado inicialmente a la Federación en 1932, lo hicieron posteriormente en el año 1950, en la que tuvo lugar una nueva reestructuración.